# Maine de Biran
Marie-François-Pierre Gonthier de Biran, più conosciuto come Maine de Biran (Bergerac, 29 novembre 1766 – Parigi, 20 luglio 1824), è stato un filosofo e psicologo francese.

## Il pensiero
Maine di Biran aderì inizialmente al sensismo, come Condillac e Locke, fu vicino alle tematiche degli ideologi, e successivamente divenne un esponente dello Spiritualismo. Approdò infine a un misticismo teosofico.
Nei suoi primi scritti è evidente l'influenza di Locke e Condillac, ma essi già presentano alcuni elementi che preannunciano i suoi interessi futuri. L'Essai sur les fondements de la psychologie (Studio sui fondamenti della Psicologia) è rappresentativo della seconda fase del suo pensiero, mentre alcuni di essi e del Nouveaux essais d'anthropologie (Nuovi Studi di Antropologia), sono rappresentativi della terza fase.
Nel 1802 pubblica «Influenza dell'abitudine sulla facoltà di pensare». Analizzando l'abitudine Maine de Biran rileva che essa può avere esiti diversi sulle nostre facoltà: può infatti attenuarle (ad esempio nella percezione del dolore) oppure migliorarle facendole diventare più rapide e precise nel caso di operazioni volontarie(com'è nel caso dei gesti).
Esistono quindi abitudini attive e passive. Se quelle passive si possono spiegare tramite la mera sensazione, così non è per quelle attive; poiché una sensazione lasciata a se stessa, resta tale.
Però occorre riconoscere l'esistenza di uno scarto tra il "semplice sentire" e il "sentire che io sento", in cui vi è coscienza poiché l'io è qualcosa di attivo.
Esiste perciò, oltre alla sensazione, un fatto primitivo e originario capace di modificare l'io: lo sforzo motore volontario.
Su questa base, Maine de Biran eresse la sua metafisica, che interpreta i concetti di forza, di sostanza, di causa ecc. in termini d'attività della volontà sperimentata direttamente. Questo sistema di psicologia e di metafisica - che venne conosciuto come Spiritualismo - esercitò notevole influenza su Cousin, Félix Ravaisson e Charles Renouvier.
Nelle pagine del suo diario Intimo (1792-1824) si manifestano tematiche tipicamente romantiche come il bisogno di scendere alle radici della propria interiorità, di definire i rapporti fra le passioni dell'animo e la morale. Nel libro traspare una diffidenza verso Napoleone e la Rivoluzione e la necessità, con l'avvento della Restaurazione, che un governo di persone sagge riesca a conciliare il bene dei cittadini con un governo legittimo e stabile.
Massone, fu membro della loggia di Bergerac del Grande Oriente di Francia.

## Opere
- Influence de l'habitude sur la faculté de penser. Ouvrage qui a remporte le prix sur cette question, proposée par la classe des sciences morales et politiques de l'institut national: Determiner quelle est l'influence de l'habitude sur la faculté de penser; ou, en d'autres termes, faire voir l'effet, Henrichs, Paris, An XI.
- Exposition de la doctrine philosophique de Leibnitz, Michaud, Parigi, 1819.
- Nouvelles Considérations sur les Rapports du Physique et du Moral de L'Homme. Ouvrage posthume publié par M. Cousin, Paris, Ladrange, 1834.
- Œuvres inédites, publiées par Ernest Naville, avec la collaboration de Marc Debrit, Dezobry, E. Magdeleine et Cie., Paris, 1859 (3 vol.)
- Les discours philosophiques de Bergerac, Félix Alcan, Paris, 1925.
- Journal intime (1792-1824), avec un avant-propos, une trad. et des notes par A. de La Valette-Monbrun, Plon, 1927, (2 vol.)
- Journal. Édition intégrale publiée par H.Gouhier, Éd. de la Baconnière, 1954/55.